# Campionatul European de Cros

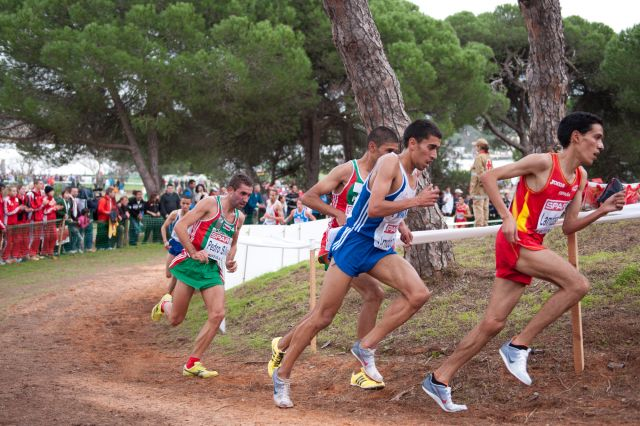
CE din 2010

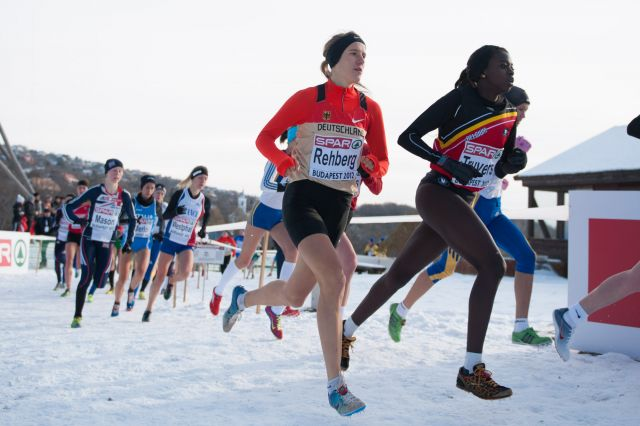
CE din 2012

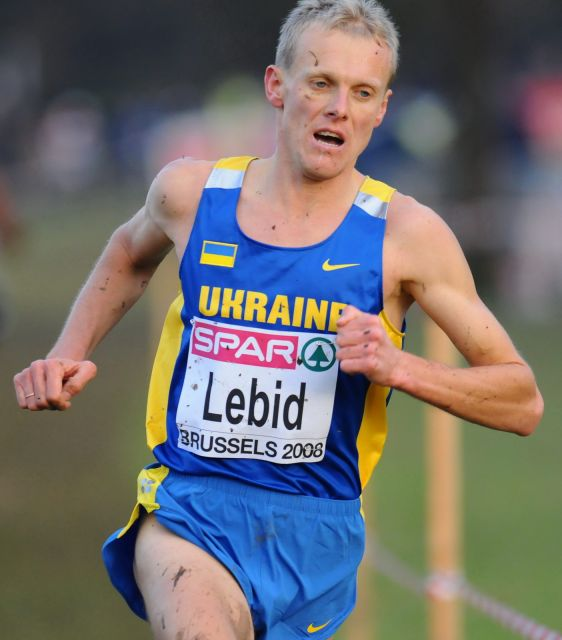
Serghei Lebid la CE din 2008

Campionatul European de Cros este un eveniment sportiv organizat anual în luna decembrie de Asociația Europeană de Atletism. La prima ediție din 1994 a competiției s-au desfășurat doar curse de seniori. La cea de-a treia ediție, în 1996, au fost introduse probele de juniori (sub 20 de ani), iar în 2006 au fost adăugate cursele de tineret (sub 23 de ani). La fiecare cursă se acordă medalii individuale și pe echipe. În competiția pe echipe se punctează primii trei dintr-o echipă. În 2018 a fost introdusă proba de ștafetă mixtă (2 barbăți și 2 femei). Ucraineanul Serghei Lebid este cel mai de succes atlet. A participat de 19 ori și a câștigat de 9 ori.

## Ediții
La 25 noiembrie 2023.
|    | An   | Dată                                      | Oraș                   | Țară          | Sportivi | Țări |
| -- | ---- | ----------------------------------------- | ---------------------- | ------------- | -------- | ---- |
| 01 | 1994 | 10 decembrie                              | Alnwick                | Regatul Unit  | 172      | 23   |
| 02 | 1995 | 2 decembrie                               | Alnwick                | Regatul Unit  | 186      | 23   |
| 03 | 1996 | 15 decembrie                              | Charleroi              | Belgia        | 249      | 25   |
| 04 | 1997 | 14 decembrie                              | Oeiras                 | Portugalia    | 253      | 26   |
| 05 | 1998 | 13 decembrie                              | Ferrara                | Italia        | 287      | 26   |
| 06 | 1999 | 12 decembrie                              | Velenje                | Slovenia      | 336      | 29   |
| 07 | 2000 | 10 decembrie                              | Malmö                  | Suedia        | 339      | 32   |
| 08 | 2001 | 9 decembrie                               | Thun                   | Elveția       | 335      | 27   |
| 09 | 2002 | 8 decembrie                               | Medulin                | Croația       | 349      | 27   |
| 10 | 2003 | 14 decembrie                              | Edinburgh              | Regatul Unit  | 304      | 27   |
| 11 | 2004 | 12 decembrie                              | Heringsdorf            | Germania      | 361      | 27   |
| 12 | 2005 | 11 decembrie                              | Tilburg                | Țările de Jos | 350      | 27   |
| 13 | 2006 | 10 decembrie                              | San Giorgio su Legnano | Italia        | 468      | 30   |
| 14 | 2007 | 9 decembrie                               | Zamora                 | Spania        | 423      | 29   |
| 15 | 2008 | 14 decembrie                              | Bruxelles              | Spania        | 467      | 32   |
| 16 | 2009 | 13 decembrie                              | Dublin                 | Irlanda       | 423      | 30   |
| 17 | 2010 | 12 decembrie                              | Albufeira              | Portugalia    | 468      | 34   |
| 18 | 2011 | 11 decembrie                              | Velenje                | Slovenia      | 476      | 33   |
| 19 | 2012 | 9 decembrie                               | Budapesta              | Ungaria       | 518      | 35   |
| 20 | 2013 | 8 decembrie                               | Belgrad                | Serbia        | 525      | 36   |
| 21 | 2014 | 14 decembrie                              | Samokov                | Bulgaria      | 451      | 34   |
| 22 | 2015 | 13 decembrie                              | Hyères                 | Franța        | 437      | 32   |
| 23 | 2016 | 11 decembrie                              | Chia                   | Italia        | 446      | 33   |
| 24 | 2017 | 10 decembrie                              | Šamorín                | Slovacia      | 559      | 37   |
| 25 | 2018 | 9 decembrie                               | Tilburg                | Țările de Jos | 555      | 38   |
| 26 | 2019 | 8 decembrie                               | Lisabona               | Portugalia    | 544      | 40   |
|    | 2020 | anulat din cauza pandemiei de coronavirus | Dublin                 | Irlanda       |          |      |
| 27 | 2021 | 12 decembrie                              | Dublin                 | Irlanda       | 534      | 37   |
| 28 | 2022 | 11 decembrie                              | Torino                 | Italia        | 534      | 40   |
| 29 | 2023 | 10 decembrie                              | Bruxelles              | Belgia        | 524      | 38   |
| 30 | 2024 | 8 decembrie                               | Antalya                | Turcia        |          |      |
| 31 | 2025 | 14 decembrie                              | Lagoa                  | Portugalia    |          |      |
| 32 | 2026 | 13 decembrie                              |                        |               |          |      |
| 33 | 2027 | 12 decembrie                              |                        |               |          |      |